# Morten Bisgaard
Morten Bisgaard (Hadsten, 25 de junho de 1974) é um ex-futebolista profissional dinamarquês que atuava como meia.

## Carreira
Morten Bisgaard se profissionalizou no Randers Freja.
Morten Bisgaard integrou a Seleção Dinamarquesa de Futebol na Eurocopa de 2000.